# شون كونري
السير طوماس شون كونري (بالإنجليزية: Thomas Sean Connery)‏ (25 أغسطس 1930 - 31 أكتوبر 2020) ممثل اسكتلندي اشتهر بأداء دور العميل البريطاني جيمس بوند في سنوات الستينيات، وهو أول من أدى هذا الدور، في العديد من الأفلام منها أصبع الذهب وكرة الرعد ودكتور نو ومن روسيا مع الحب وأنت فقط تعيش مرتين والماس للأبد. وفيلم مارني الكلاسيكي سنة 1964 مع المخرج العالمي ألفريد هتشكوك وأفلام أخرى مثل اسم الوردة سنة 1986 والممنوع لمسهم 1987 وإنديانا جونز 1989 مع هارسون فورد وصيد أكتوبر الأحمر 1990 والصخرة 1996 الذي أرجع أمجاد شون كونري، وقد اعتزل التمثيل سنة 2003 وكان آخر أفلامه فيلم عصبة السادة الخارقة نال جائزة الأوسكار عن دور أفضل ممثل مساعد في فيلم الممنوع لمسهم سنة 1988، حاز على أكثر من 30 جائزة عالمية، قلد وسام الفروسية سنة 1999 من قبل الملكة البريطانية إليزابيث الثانية، اختير سنة 1989 كأكثر الرجال إثارة على قيد الحياة.

## النشأة
ولد في 25 أغسطس عام 1930 في فونتانبريدج بإدنبرة في اسكتلندا لوالدين فقيرين في بلدة، من أب كاثوليكي ذي أصول أيرلندية وأم تعتنق المذهب البروتستاني. «طومي» كان اسم تدليله، لكنه اعتاد أن يناديه أصدقاؤه باسمه الأوسط «شون» للتمييز بينه وبين صديق آخر كان يحمل اسما مقاربا، ومن يومها صار اسمه الذي اشتهر به في كل أنحاء العالم.
تنقل «شون كونري» في شبابه بين عديد من المهن المتواضعة بعدما ترك المدرسة في سن الثالثة عشرة، وكان صبيا نشيطا يسعى لكسب قوت يومه مما جعله يقوم بأعمال عدة منها عمله كعامل بناء ومنظف لأكفان الموتى وغيرها...) وهي المهن التي خلقت منه شخصا صلبا ومليئا بالرجولة والخشونة، حتى استطاع أن يصبح موديلا -مستغلا وسامته الشديدة– لكلية الفنون في إدنبره، وفي عام 1953 –في سن الثالثة والعشرين– خاض مسابقة ذكورية -على غرار مسابقات ملكات الجمال- اسمها سيد الكون، وحقق فيها المركز الثالث، وبعدها بدأ مرحلة الاقتراب من التليفزيون وقدم أول أعماله Lilas in the spring في عام 1955.
تزوج «كونري» من الممثلة أسترالية الأصل «ديانا سيلنتو» في الفترة من 1962 إلى 1973، وأنجب منها ابنه «جاسون» في 11 يناير 1963، والذي صار الآن ممثلا اقتداء بأبيه، ومن عام 1975 وحتى الآن ظل «كونري» متزوجا من الفتاة الفرنسية ذات الأصول المغربية «ميشيل روكيبورن كونري»، وهو كما نرى زواج طويل سعيد نادرا أن تجد مثله في الوسط الفني.

## المسيرة الفنية
وعندما عُرض عليه دور في مسرحية (الجنوب الهادي) قرر في هذه اللحظة أن تكون مهنته هي التمثيل وبالفعل كانت بدايته عام 1955 حيث حصل على دور في إحدى حلقات المسلسل الشهير (ديكسون الأخضر) إلى أن اشترك في فيلم سينيمائي عام 1959 بعنوان (داربي أوجيل والناس الصغار) وكان يلعب فيه دور رجل تقع في حبه فتاة إيرلندية وكان رومانسيا إلا أن ملامحه القوية والعنيفة جعلت زوجة المنتج الشهير ألبرت بروكلوي ترشحه للعب شخصية (جيمس بوند) حيث قالت لزوجها «إن هذا الرجل له جاذبية خاصة على الشاشة كما أنه سيكون رخيص الثمن ولن يطلب أموالا باهظة لتجسيد دور حيمس بوند» وفي خلال هذه الفترة اشترك شون في عدة أفلام سينيمائية منها (مكان آخر... زمن آخر) والذي يلعب فيه دور مراسل لإذاعة ال «بي بي سي» يرتبط بعلاقة عاطفية مع سيدة متزوجة ولعبت دورها الممثلة «لانا تورنر» حتى يموت في حادث تحطم طائرة وتذهب عشيقته لزيارة قريته ومسقط رأسه لتكتشف أن لديه زوجة وطفلا صغيرا، ومن هنا ترك شون كونري انطباعا لدى الجمهور بأنه الرجل القوي اللعوب الذي يجعل النساء يقعن في حبه ثم يهرب منهن.
وتوالت أدواره التي أظهرت مواهبه المتعددة حيث اشترك في فيلم (على الخيط) والذي لعب فيه دورا كوميديا وفيلم (مغامرة طرزان الكبرى) وكان من المفترض أن يواصل سلسلة أفلام يجسد فيها شخصية طرزان إلا أن دور جيمس بوند كان قد بدأ يصنع شهرته في هوليود والعالم كله لذا لم يقبل الإستمرار في طرزان بعدما وضع قدميه على القمة.
ثم اشترك في فيلم (مارني) عام 1964 مع المخرج العظيم ألفريد هيتشكوك إلا أن الفيلم لم ينجح على شباك التذاكر حينها ولكنه حصل على تقييم ممتاز حينها وأصبح من كلاسيكات أفلام النوار في هذه الأيام.
وفي هذه الأثناء تعرف على زوجته الأولى ديان كلينتون ثم اشترك في فيلم (التل) الذي حقق نجاحا كبيرا لأدائه المتميز لدور الجندي ضحية النظام السادي.
وقد تميّز كونري بالبراعة في تجسيد دور الفتى اللعوب والرجل المحتال الذي يشكل خطرا على من حوله ولكن بصورة ساحرة تجذب المشاهدين إليه

### جيمس بوند

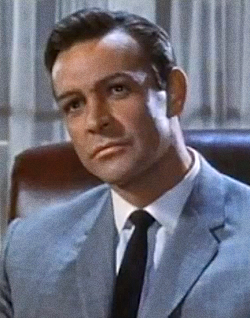
كونري سنة 1964

قدم «كونري» شخصية «بوند» من خلال سبعة أفلام كانت السبب في تحول اسم «كونري» إلى «بوند» ذاته، بداية بفيلم الدكتور «نو» (بالإنجليزية: Dr. No)‏ عام 1962، وانتهاء بفيلم «لا تقل أبدا مرة أخرى» (بالإنجليزية: Never Say Never Again)‏ في عام 1983. والحقيقة أن «شون كونري» لم يكن مرشحا إطلاقا لهذا الدور، وهو بعد ممثل صغير في بداية المشوار، وكان المنتجان «كوبي بروسولي» و«هاري سالتزمان» يبحثان عن نجم مشهور للعب دور العميل السري في أول أفلامه، خصوصا أن شخصية «بوند» لم تكن شهيرة جدا، وهكذا وقع الاختيار على «كاري جرانت»، لكنه رفض لكبر سنه وكذلك رشح «جيمس ماسون» و«دافيد نيفن»، وهو الممثل الذي لعب دور «بوند» بعدها في فيلم مازينو رويال عام 1967.
وهكذا وعلى طريقة برنامج (العندليب من يكون)، تم عقد مسابقة بعنوان (إبحث عن جيمس بوند)، لكن الفائز فيها لم يتم قبوله نظرا لعدم ملاءمته لطبيعة الدور رغم وسامته الشديدة، وأخيرا وقع الاختيار على «شون كونري» ليبدأ سلسلة أفلام العميل 007 الشهيرة.
الدكتور «نو» كان أول أفلام هذه السلسلة، وهو يختلف إلى حد ما عن الرواية التي حملت هذا الاسم وكتبها مؤلف الشخصية «أيان فلمنج» Ian Fleming عام 1958، وشجع نجاح الفيلم شركة الإنتاج «إيون» EON على الانطلاق في تقديم أفلام أخرى.
أفضل الأفلام السبعة –في رأي «كونري»– هو «من روسيا مع حبي» (بالإنجليزية: From Russia with Love)‏ الذي قدمه عام 1963، وبعدها ولدت الأزمة بين شخصية «بوند» وبين «كونري» نفسه، إذ وجد «كونري» الكل ينظر له باعتباره العميل السري الشهير ونسي الكل شخصية «كونري» الممثل، ثم تجاهل النقاد الشخصيات الأخرى التي كان يقدمها في أفلام بعيدا عن أفلام «بوند» مثل A Fine Madness و The Hill وغيرها.. وتخلى «كونري» عن شخصية «بوند» بعد فيلم «ماسات إلى الأبد» (بالإنجليزية: Diamonds Are Foreve)‏ عام 1971، وصرح على الملأ بأنه لن يؤدي شخصية «بوند» مرة أخرى أبدا!
ولكن «كونري» عاد مع بداية الثمانينيات ووقع عقدا مع شركة الإنتاج لتقديم فيلمه السابع من السلسلة، وخرج فيلم (أبدا.. لا تقل أبدا مرة أخرى) بهذا العنوان المتهكم من تصريحات «كونري» السابقة التي قال فيها إنه لن يلعب دور بوند (أبدا)!.. للأسف لم يكن الفيلم على ذات المستوى السابق الذي عرف الجمهور به «شون كونري»، إذ كان «كونري» قد بلغ الثالثة والخمسين من عمره ولم يعد في ذات رشاقة الشباب.. وهنا أعلن «كونري» أنها المرة الأخيرة له فعلا في شخصية "جيمس بوند

### ما بعد جيمس بوند
إلا إن شون كونري حاول الخروج من عباءة جيمس بوند بعمل عدة أفلام تتنوع بين الخيال العلمي والرومانسية وعالم العصابات مثل (الخيمة الحمراء)، (زاردوز)، (الفدية) والفيلم السياسي (الرجل التالي).
وبتقدمه في العمر بدأ يتحرك في أدوار معينة تتناسب عمره حتى وصل إلى الأدوار المساعدة في الثمانينات وتتزوج للمرة الثانية من ميشيلين روكيبورن وهي فرنسية وما زال متزوجها حتى وفاته.
وبوصوله الخمسينات من عمره كان ما زال يحتفظ بوسامته وصحته وواصل أدواره البارعة في أفلام مثل (خارج الأرض) عام 1982، (الرجل ذو العدسات القاتلة) عام 1987، وغيرها.
حصل على جائزة الأوسكار لأفضل ممثل مساعد عن دوره في فيلم (الممنوع لمسهم) عام 1987 والذي اشترك في بطولته مع كيفن كوستنر وروبرت دي نيرو.
عمل كونري مع المخرج ستيفن سبيلبرغ لأول مرة في فيلم (أنديانا جونز والمحارب الأخير) عام 1989 الذي تقاسم بطولته مع هاريسون فورد، كما قال عنه سبيلبرغ «شون كونري ليس مثل أي ممثل آخر، فهو أسطورة حقيقية من أستكلندا، لأنه نوع من الرجال يحبه الجميع وتعشقه النساء خاصة، وهو غير منافق، فهو نجم سيخلده التاريخ».
توالت أدواره في التسعينات بين عدة أفلام مثل (منزل روسيا) عام 1990، (رجل الطب) عام 1992، (الشمس المشرقة) عام 1994، (الصخرة) عام 1996، و (الفخ) عام 1999.
وحصل عام 1999 على وسام الفروسية من الملكة إليزابيث ملكة بريطانيا.

## وفاته
توفي شون كونري في 31 أكتوبر 2020، عن عمر ناهز 90 عامًا، في منزله في ناسو في جزر البهاماس. تم الإعلان عن وفاته من قبل عائلته وشركة إيون للإنتاج في نفس اليوم. عاش كونري مع زوجته في جزر البهاماس التي يعشقها، إلى أن وافاه الأجل.

## روابط خارجية
- شون كونري على موقع IMDb (الإنجليزية)
- شون كونري على موقع ميتاكريتيك (الإنجليزية)
- شون كونري على موقع الموسوعة البريطانية (الإنجليزية)
- شون كونري على موقع روتن توميتوز (الإنجليزية)
- شون كونري على موقع مونزينجر (الألمانية)
- شون كونري على موقع قاعدة بيانات الأفلام العربية
- شون كونري على موقع ألو سيني (الفرنسية)
- شون كونري على موقع ميوزك برينز (الإنجليزية)
- شون كونري على موقع رولينغ ستون (الإنجليزية)
- شون كونري على موقع تيرنر كلاسيك موفيز (الإنجليزية)